# Дорчинец, Дмитрий Фёдорович
Дми́трий Фёдорович Дорчине́ц (укр. Дмитро Федорович Дорчинець; род. 24 октября 1937, Липча, Хустский район) — украинский государственный деятель, председатель Закарпатского областного совета (1992—1994), депутат Верховной рады Украины 1-го созыва (1990—1994), председатель Закарпатского областного совета (1992—1994), начальник УВД Закарпатской области (1994—1995), генерал-майор внутренней службы.

## Биография
Родился 24 октября 1937 года в подкарпатском чехословацком селе Липча (ныне Хустского района Закарпатской области) в крестьянской семье.
С 1955 года работал электрослесарем шахты «Коминтерн» в Кривом Роге, в дальнейшем работал в органах милиции. Окончил Московскую высшую школу милиции.
С 1962 года был участковым уполномоченным Жовтневого РОВД Кривого Рога, с 1965 года — оперуполномоченным Хустского РОВД Закарпатской области, с 1967 года — старшим оперуполномоченный уголовного розыска Воловецкого РОВД Закарпатской области, с 1971 года — следователем, старшим инспектором, начальником отдела уголовного розыска, заместителем начальника Хустского РОВД, с 1977 года занимал должность начальника Виноградовского РОВД Закарпатской области.
С 1980 года занимал должности начальника уголовного розыска, заместителя начальника, с 1989 года — первого заместителя начальника УВД Закарпатского областного совета.
С 1976 по 1991 год был членом КПСС. Избирался депутатом Виноградовского районного совета, Ужгородского городского совета, с 1990 года избирался депутатом Закарпатского областного совета. С 29 апреля 1992 по май 1994 года занимал должность председателя Закарпатского областного совета, одновременно с 13 октября 1992 года являлся народным депутатом Верховной рады Украины I созыва от Хустского избирательного округа № 177 Закарпатской области, набрал 52,14 % голосов среди 5 кандидатов. В парламенте был членом комиссии по вопросам правопорядка и борьбы с преступностью, в депутатские группы и фракции не входил. Депутатские полномочия истекли 10 мая 1994 года.
С мая 1994 по декабрь 1995 года занимал должность начальника УВД Закарпатской области.
Женат, имеет двоих детей.